# Лесобуда
Лесобуда (укр. Лісобуда) — село на Украине, основано в 1890 году, находится в Коростенском районе Житомирской области.
Код КОАТУУ — 1822382802. Население по переписи 2001 года составляет 82 человека. Почтовый индекс — 11580. Телефонный код — 4142. Занимает площадь 0,509 км².

## Адрес местного совета
11580, Житомирская область, Коростенский р-н, с. Лесовщина, ул. Житомирская, 48